# Gymnanthelius opacicollis
Gymnanthelius opacicollis är en skalbaggsart som beskrevs av Perkins 2004. Gymnanthelius opacicollis ingår i släktet Gymnanthelius och familjen vattenbrynsbaggar. Inga underarter finns listade i Catalogue of Life.